# Vrtule velkohlavá

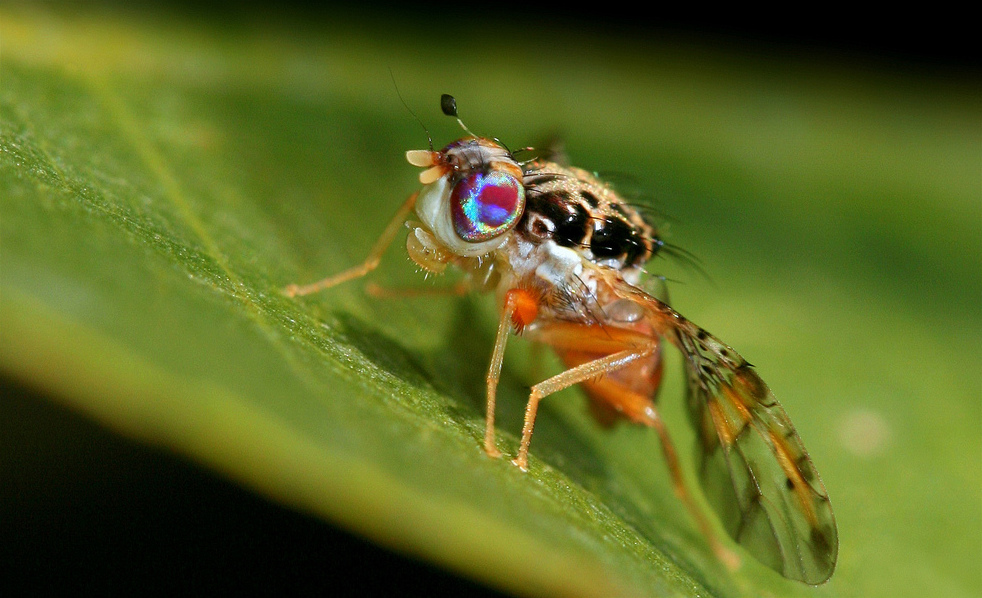
Samec vrtule velkohlavé s duhově zbarvenýma očima

Vrtule velkohlavá (Ceratitis capitata) je žlutohnědá muška původem ze subsaharské Afriky. Je považována za jednoho z nejvýznamnějších ovocných škůdců na světě.
Vrtule velkohlavá je hospodářsky nejvýznamnějším druhem vrtulí, a to jak pro schopnost přežít chladnější klima lépe než většina jiných druhů vrtulí, tak pro schopnost osídlit více než 200 tropických druhů ovoce a zeleniny, které tím znehodnocuje a ničí. Další náklady tak bývají vynaloženy na úsilí o její vymýcení nebo na třídění sklizeného ovoce a zeleniny.

## Popis

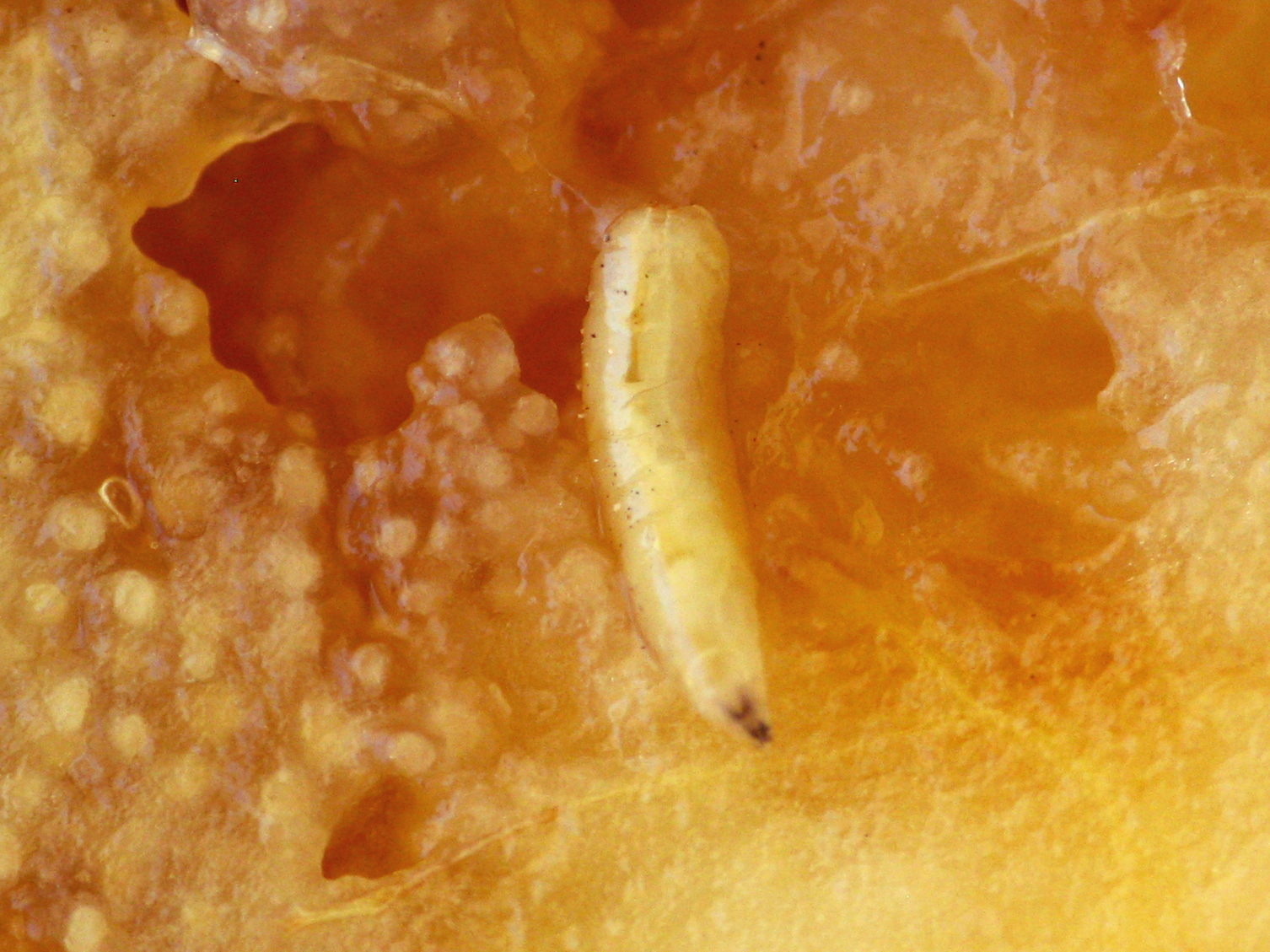
Larva

Dospělci obvykle měří 3 až 5 mm. Hruď je krémově bílá až žlutá s charakteristickým vzorem černých skvrn. Průhledná křídla mají výrazné, tmavě lemované pruhy.

### Možnost záměny
Záměna vrtule velkohlavé s jinými vrtulemi je na území Česka málo pravděpodobná. Důvodem je charakteristická kresba na křídlech.

## Rozšíření
Vrtule velkohlavá, původem ze Středomoří, je již rozšířena ve velké části světa. Vyskytuje se v celé Africe, Jižní a Střední Americe, na Středním východě a v jižní Evropě. Chybí ve velké části Severní Ameriky, v některých částech Jižní Ameriky, na indickém subkontinentu a ve většině Austrálie.

## Životní cyklus
Samička klade 1 až 10 vajíček 1 mm hluboko, často do ovoce, které začíná dozrávat. Jedna samička je schopná klást až 22 vajíček denně, za celý život obvykle kolem 300 vajíček. Po nakladení vajíček samička obvykle hyne. Samičky přestávají klást vajíčka při teplotách pod 16 °C, při teplotě pod 10 °C se vývoj vajíček, larev a kukel zastavuje.
Za teplého počasí se larvy líhnou z vajíček po 1,5 až 3 dnech, při nízkých teplotách později. Larvy procházejí třemi instary.
Druh a stupeň zralosti plodu může ovlivňovat délku vývoje larev. U citrusových plodů trvá vývoj larev 14–26 dní, zatímco v zelené broskvi je to 10–15 dní. Larva se poté zakuklí v půdě. Stadium kukly trvá 6–19 dní, podle teploty.
Ve Francii vytváří vrtule velkohlavá 2–4 generace za rok, v českých podmínkách by to mohly být 2–3 generace.
Délka života dospělců závisí na množství a kvalitě potravy, vody a na teplotě. Asi 50 % jedinců hyne dva měsíce po vylíhnutí, někteří se dožívají více než 6 měsíců.
Kukly v českém prostředí nepřežívají zimu, druh tedy zatím není v ČR trvale usídlen.

## Hostitelé
Vrtule velkohlavá akceptuje ze všech vrtulí největší rozmanitost hostitelských plodů, včetně více než 200 různých druhů ovoce a zeleniny. Tyto plody zahrnují zejména citrusy, ale také švestky, hrušky, jablka, broskve, meruňky nebo třešně.

## Škůdce
Vrtule velkohlavá je považovaná za jednoho z celosvětově nejvýznamnějších škůdců ovoce. Nejrozšířenější je ve státech tropického a subtropického pásma. Z evropských zemí způsobuje škody zejména v jižních státech.
Šíření vrtule velkohlavé je způsobeno hlavně globalizací – importem ovoce a zeleniny. Zřejmě právě tímto způsobem se dostala do ČR, v roce 2019 byla zjištěna v Praze.